# Masaharu Honma
Masaharu Honma (本間 雅晴?, Honma Masaharu; talvolta traslitterato Masaharu Homma; Prefettura di Niigata, 27 novembre 1888 – Los Baños, 3 aprile 1946) è stato un generale giapponese, famoso per aver comandato la 27ª Divisione di fanteria durante la seconda guerra sino-giapponese e la 14ª Armata durante l'invasione delle Filippine nella seconda guerra mondiale.
Considerato dal Quartier Generale imperiale non abbastanza aggressivo in guerra, nonché troppo indulgente con il popolo filippino, fu sostituito nel comando e costretto a ritirarsi a vita privata in Giappone nell'agosto 1943, dove visse in semi-isolamento fino alla fine della guerra. Dopo la capitolazione dell'agosto 1945, fu arrestato su ordine del generale Douglas MacArthur con l'accusa di essere un criminale di guerra per i fatti relativi alla Marcia della morte di Bataan. Riconosciuto colpevole, fu condannato a morte e fucilato.

## Biografia

### La prima parte della carriera
Nacque sull'isola di Sado, situata nel Mar del Giappone e appartenente alla Prefettura di Niigata, il 28 novembre 1888. Nel 1907 si diplomò sottotenente presso l'Accademia dell'Esercito imperiale (Rikugun Shikan Gakkō) di Ishigaya, Tokyo, risultando 14° nel suo corso. Promosso tenente nel novembre 1907, nel 1915 frequentò la Scuola di guerra(Rikugun Daigakkō), classificandosi 27º nel suo corso. Nello stesso anno è promosso capitano, e nel 1916 frequenta il corso di Ufficiale di Stato maggiore. Mandato successivamente in Europa, nell'agosto 1918 presta servizio in qualità di osservatore presso il British Expeditionary Force in Francia, combattendo contro i tedeschi. Nel giugno 1922 diviene istruttore presso la Scuola di guerra, e nell'agosto dello stesso anno è nominato attaché militare presso il governo dell'India britannica. La sua lunga permanenza in India gli permette di imparare correttamente l'uso della lingua inglese.
Divenuto colonnello nel corso del 1930, viene nominato addetto militare presso l'Ambasciata giapponese in Gran Bretagna, dove rimane fino al 1932. In quell'anno entrò a far parte della delegazione nipponica che prese parte alla Conferenza sul disarmo di Ginevra. Rientrato in Patria presta servizio presso la Sezione Stampa del Ministero della guerra (Rikugunshō) a Tokyo fino al 1933, quando assume il comando del 1º Reggimento di fanteria dell'esercito imperiale, incarico che mantenne fino al 1935. In quell'anno viene promosso generale di brigata, assumendo il comando della 1ª Brigata di fanteria, ma nel 1936 è trasferito allo Stato maggiore dell'esercito, per passare poi alla direzione del 2° Ufficio (personale).
Nel maggio 1937 diviene Aiutante di campo del principe Chichibu, fratello dell'imperatore Hirohito. A causa del coinvolgimento del principe in un tentativo di colpo di Stato, egli e sua moglie furono mandati in un tour diplomatico in giro per l'Europa della durata di alcuni mesi. I due principi rappresentarono il Giappone all'incoronazione del Re Giorgio VI e della regina consorte Elizabeth, avvenuta presso l'abbazia di Westminster nel maggio dello stesso anno. La visita proseguì in Svezia e nei Paesi Bassi, dove furono ospiti rispettivamente del re Gustavo V e della regina Guglielmina. Il tour diplomatico finì con la visita a Norimberga, in Germania, effettuata dal solo principe: presenziando ad un raduno nazista avvenuto in tale città incontrò Adolf Hitler, con il quale cercò di rafforzare le relazioni in seguito al patto anticomintern stipulato nel 1936.
Con l'inizio della seconda guerra sino-giapponese, Honma assunse il comando della 27ª Divisione di stanza in Cina, e tra il 1938 ed il 1940 diresse il blocco delle concessioni straniere a Tientsin, dove condusse le trattative con i britannici. Dopo la caduta della capitale cinese Nanchino, avvenuta il 13 dicembre 1937, egli dichiarò pubblicamente che "... a meno che non si ottenga immediatamente la pace, sarà un disastro.". Nel luglio 1938 fu elevato al rango di generale di divisione. Successivamente fu rimosso dalla sua posizione in prima linea, e nel dicembre 1940 nominato Comandante in capo delle forze armate del distretto militare di Taiwan. Durante il suo servizio nell'isola compose una canzone intitolata Taiwan Army e il cantante Yamaguchi Yoshiko ("Lee Shiang Lan" in cinese) fu invitato a eseguire la canzone per alzare il morale delle truppe. Con l'avvicinarsi dell'entrata in guerra del Giappone, nel novembre 1941 assunse il comando della 14ª Armata, che aveva il compito di invadere le Filippine. Tale armata era forte di 43.110 uomini e comprendeva inizialmente la 16ª, 48ª e 56ª Divisione; erano appoggiate da due battaglioni di carri armati, due reggimenti ed un battaglione di artiglieria campale di medio calibro, tre reggimenti di genieri, cinque battaglioni contraerei e alcuni reparti di supporto. Prima di iniziare l'invasione la 48ª Divisione gli fu tolta e destinata ad appoggiare l'invasione delle Indie Olandesi.

### L'invasione delle Filippine

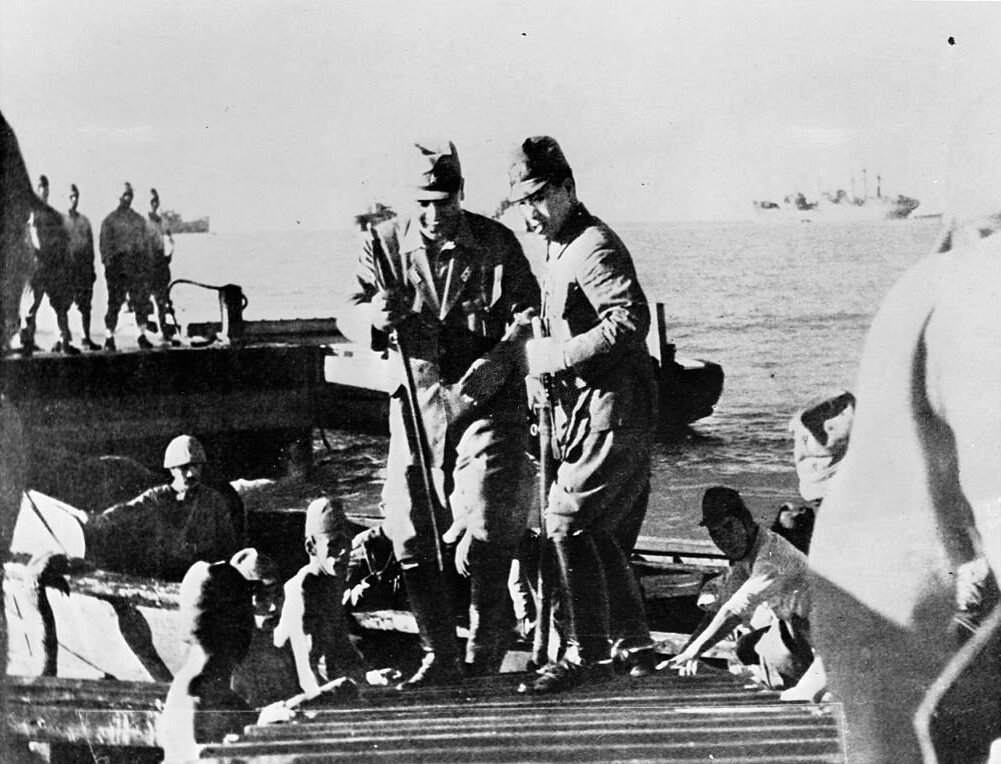
Il generale Honma sbarca dopo la costituzione della testa di ponte sul suolo filippino

Il primo sbarco avvenne già il 10 dicembre 1941 sull'isola di Batan, situata davanti alla costa settentrionale di Luzon. Con una strategia basata su una serie di sbarchi successivi, che aggiravano le forze statunitensi e filippine, Honma ebbe rapidamente la meglio sulle strategie difensive messe in atto dal comandante americano Douglas MacArthur, ma non riuscì ad impedire alle forze filippino-americane di ritirarsi nella penisola di Bataan, dove si trincerarono su una linea difensiva che poteva sconvolgere il calendario di marcia giapponese. Preoccupato per la fase di stallo dell'offensiva a Luzon, all'inizio del gennaio 1942 l'imperatore Hirohito effettuò per due volte pressioni sul Capo di stato maggiore dell'esercito, generale Hajime Sugiyama. L'intenzione dell'imperatore era di aumentare la resistenza delle truppe e lanciare un veloce attacco risolutore nella penisola di Bataan: perciò Sugiyama ordinò espressamente ad Honma di attaccare le forze avversarie ivi presenti. Il 6 gennaio 1942 Honma inviò sul posto una mal addestrata brigata della riserva, invece che una divisione di fanteria, con il compito di rastrellare la penisola. Le forze giapponesi furono fermate a più riprese, subendo numerose perdite. Riconosciuto il proprio errore, invece di sprecare i suoi uomini in furiosi assalti frontali cercò di avere la meglio sugli avversari compiendo nuovamente una manovra aggirante, ma questa decisione portò ad una pesante critica da parte dei suoi superiori che lo credettero "contaminato" dalle idee occidentali sul risparmio delle vite degli uomini al suo comando.
Il 9 gennaio 1942 uno sbarco giapponese ad Abucay impegnò le forze del generale Parker, mentre un attacco da nord su Mauban consentì ai giapponesi di infiltrarsi sul Monte Nahib, non difeso, precludendo ai due corpi d'armata filippini la possibilità di ricongiungersi. Le truppe filippine dovettero ripiegare su una seconda linea difensiva, che i giapponesi tentarono di aggirare con uno sbarco il 22 gennaio; tale azione fu però sventata dalle truppe americane, ed i giapponesi patirono pesanti perdite. Honma fermò le operazioni per tutto il mese di febbraio, perché dopo l'attacco del 22 gennaio l'efficienza delle sue forze si era drasticamente ridotta, e fu solo nel mese di marzo, con l'arrivo di rinforzi dalla Cina che fu lanciata l'offensiva finale su Bataan. Il 6 aprile scattò l'attacco finale condotto dal generale Akira Nara, che aveva frequentato il college di Amherst, e successivamente la scuola di fanteria dell'US Army di Fort Benning che portò rapidamente alle resa delle truppe alleate della penisola di Bataan, e successivamente a quella dei reparti statunitensi asserragliatisi nell'isola di Corregidor. Il generale Jonathan Wainwright, succeduto a MacArthur alle testa delle truppe alleate, firmò la resa incondizionata delle forze americane operanti nelle Filippine il 7 maggio 1942.

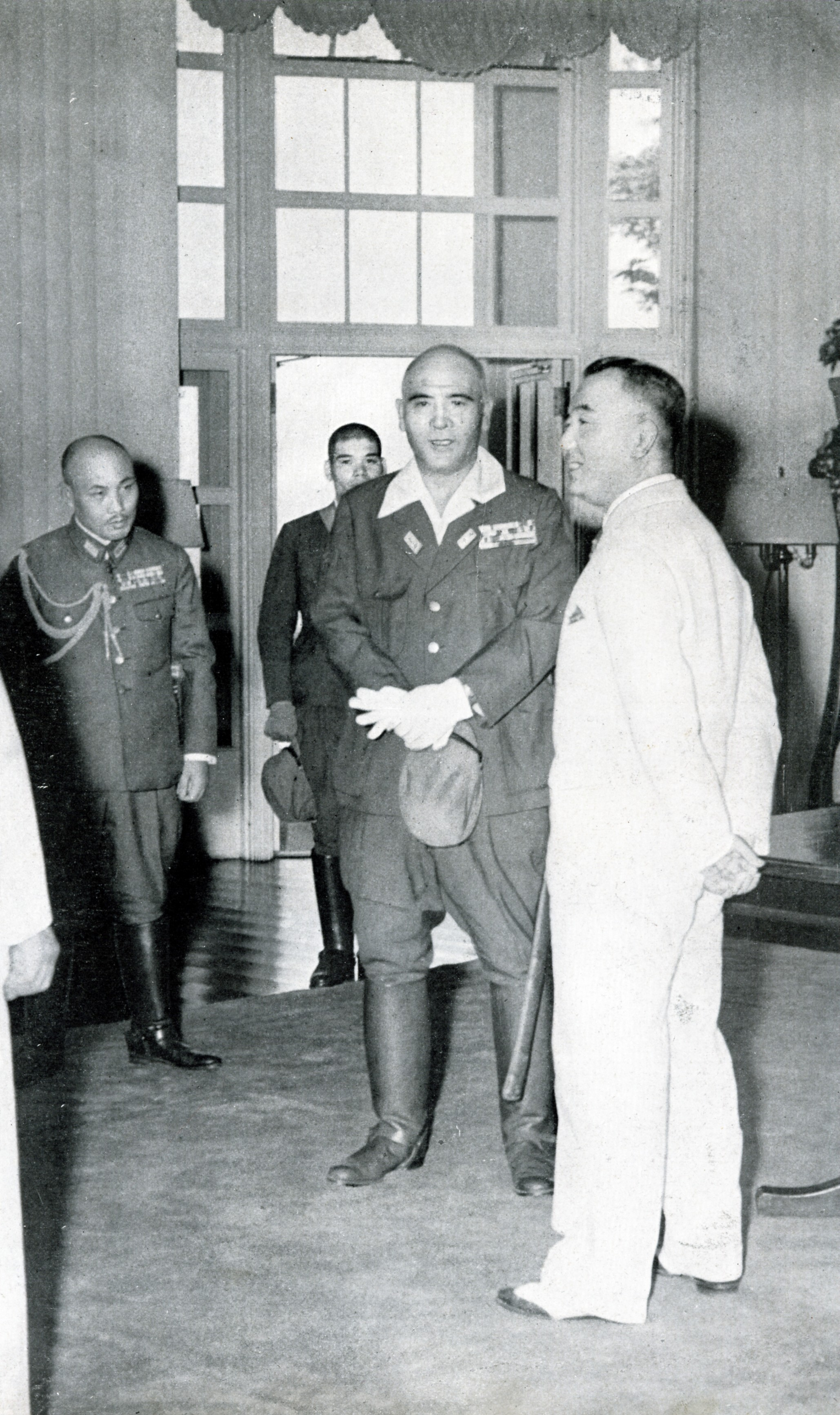
Il generale Honma con Jorge B. Vargas, nel giugno del 1943.

Il generale Honma ordinò sempre ai suoi uomini di trattare i filippini come amici, rispettare le loro usanze e la loro religione. In un caso, avvicinandosi alla capitale Manila, il generale fermò temporaneamente le sue colonne e ordinò agli uomini di rientrare nei ranghi, sapendo che i soldati isolati erano i più propensi a saccheggiare ed a stuprare. Tale approccio liberale nei confronti dei civili filippini gli valse l'inimicizia del suo diretto superiore, il maresciallo conte Hisaichi Terauchi, comandante del Gruppo di Armate del sud, che dal suo Quartier generale di Saigon inviò rapporti negativi sull'operato di Honma a Tokyo. All'interno del suo comando prese vita una crescente insubordinazione da parte di un piccolo gruppo di ufficiali, influenzati dall'opera del colonnello Masanobu Tsuji. A nome del generale il colonnello Tsuji emanò ordini segreti contro la sua politica, tra cui quello di giustiziare il ministro José Abad Santos e il tentativo di condanna a morte dell'ex presidente della Camera dei Rappresentanti del Congresso filippino Manuel Roxas, che però Honma riuscì a sventare in tempo.
Tuttavia il deterioramento delle relazioni tra Honma e Sugiyama portò alla sua rimozione dal comando operativo della 14ª Armata poco dopo la caduta dell'isola di Corregidor. La goccia che fece traboccare il vaso fu l'esecuzione dell'inno americano Stars and Stripes durante le celebrazioni per la resa americana avvenute a Manila: con quel gesto Honma intendeva omaggiare i suoi valorosi avversari, ma venne immediatamente sollevato dal comando e provvisoriamente sostituito con il generale Shizuichi Tanaka. Il New York Times prima della caduta di Bataan riferì erroneamente che il generale Honma, dopo essere stato sostituito dal generale Yamashita, si era suicidato. Il Quartier Generale imperiale considerò Honma non abbastanza aggressivo in guerra, e troppo indulgente con il popolo filippino in pace. Successivamente rientrato in Giappone fu costretto a ritirarsi a vita privata nell'agosto 1943, e visse in semi-isolamento fino alla fine della guerra.

### Il processo per crimini di guerra
Il 9 aprile 1942 il generale Edward P. King, comandante del I Corpo d'armata filippino di stanza nella penisola di Bataan, decise di arrendersi e si incontrò con il suo omologo Kameichiro Nagano per firmare il documento di resa. I giapponesi decisero di concentrare i prigionieri di guerra a Camp O'Donnell, per poter attaccare liberamente l'isola di Corregidor. I prigionieri furono costretti ad un trasferimento a piedi di più di 100 chilometri in un tragico calvario che fu denominato marcia della morte di Bataan.
Dopo la resa del Giappone il generale Honma venne arrestato dalle autorità di occupazione statunitensi ed estradato nelle Filippine su espressa richiesta del generale MacArthur, così che a processarlo fosse un tribunale militare statunitense piuttosto che la Commissione Internazionale alleata per i crimini di guerra. Lo storico Philip Piccigallo scrisse che Honma venne condannato per le azioni commesse dai suoi uomini durante la marcia della morte e non per aver commesso od ordinato direttamente le azioni stesse. Honma non ordinò le atrocità di cui si macchiarono i suoi soldati, ma la sua mancanza di esperienza amministrativa e la sua incapacità di controllare adeguatamente i propri subordinati contribuirono a rendere possibile il massacro. Dopo la resa delle forze filippino-americane a Bataan, il generale Honma aveva infatti delegato la logistica del trasferimento dei previsti 25.000 prigionieri al generale di brigata Yoshitake Kawane: egli dichiarò pubblicamente che i prigionieri di guerra sarebbero stati trattati in modo equo. Venne predisposto un apposito piano per trasportare i prigionieri fino a Camp O'Donnell, che fu approvato da Honma, ma le misure prese dai giapponesi furono compromesse fin dall'inizio perché in realtà gli uomini catturati ascendevano a 78.000, dei quali una buona parte era affetta da malaria oppure vicini alla morte per inedia.

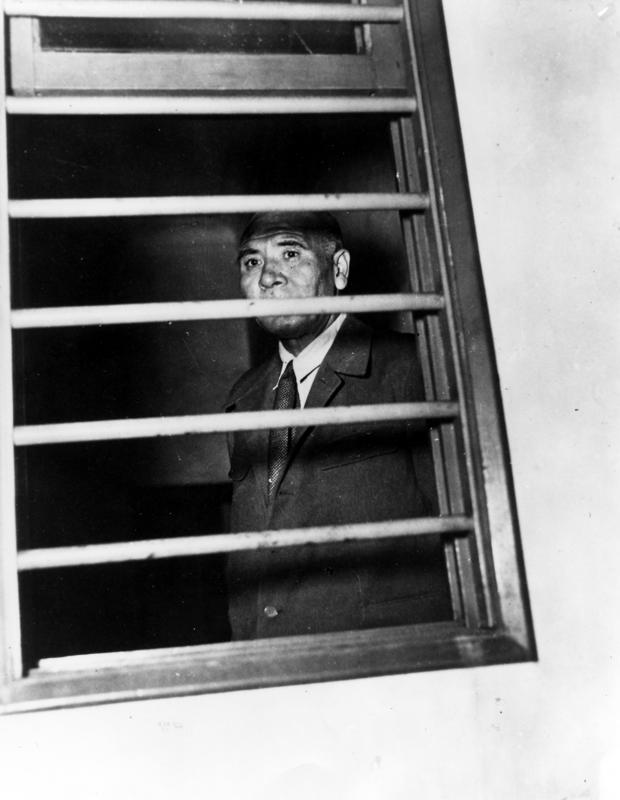
Il generale Honma fotografato nel 1946.

Durante il processo Honma affermò che era stato così preoccupato della stesura dei piani per l'assalto finale a Corregidor che aveva dimenticato il trattamento dei prigionieri, credendo che i suoi ufficiali subordinati avrebbero gestito con professionalità il compito assegnato loro; inoltre dichiarò di essere stato informato di tali crimini solo dopo la fine della guerra. Il tribunale militare condannò comunque il generale Honma alla pena di morte per i crimini di guerra verificatisi durante la marcia della morte di Bataan, e per quelli successivamente commessi a Camp O'Donnell e a Cabanatuan. Il capo del collegio di difesa, John H. Skeen Jr., dichiarò che si trattava di un ... processo molto irregolare, condotto in un clima che non lasciava dubbi su quello che sarebbe stato il risultato finale. Il giudice della Corte suprema statunitense Frank Murphy protestò per il verdetto, affermando: Either we conduct such a trial as this in the noble spirit and atmosphere of our Constitution or we abandon all pretense to justice, let the ages slip away and descend to the level of revengeful blood purges.
La moglie di Honma, Takada Fujiko, ebbe un colloquio con il generale MacArthur esortandolo a risparmiargli la vita, ma le sue motivazioni non vennero accolte. Il generale Honma fu fucilato da un plotone di esecuzione misto, formato da soldati filippini ed americani, il 3 aprile 1946 sulla spiaggia di Los Baños, a 35 km da Manila. La salma avrebbe dovuto essere inviata per la sepoltura al Santuario Yasukuni, dove venne sepolta la maggior parte dei soldati giapponesi uccisi durante l'assalto a Corregidor, ma venne temporaneamente sepolta in una piantagione di canna da zucchero nelle Filippine. Nel 1953 fu autorizzata la riesumazione del suo corpo, insieme a quello del generale Tomoyuki Yamashita, per essere inviato in Giappone, ma lo stesso non fu mai trovato.

### Giornali e riviste
- Nico Sgarlato, La caduta delle Filippine, in Eserciti nella Storia, n. 38, Parma, Delta Editrice, novembre-dicembre 2006.
- Pier Luigi Vaccari, Attacco aereo alle Filippine, in Rivista Italiana Difesa, n. 7, Chiavari, luglio XVI.